# Cephalopterus
A Cephalopterus a madarak osztályának verébalakúak (Passeriformes) rendjébe és a kotingafélék (Cotingidae) családjába tartozó nem.

## Rendszerezés
A nemet Étienne Geoffroy Saint-Hilaire írta le 1809-ben, jelenleg az alábbi 3 faj tartozik ide:
- csupasznyakú sisakosmadár (Cephalopterus glabricollis)
- díszes sisakosmadár (Cephalopterus ornatus)
- lebernyeges sisakosmadár (Cephalopterus penduliger)

## Előfordulásuk
Közép-Amerika és Dél-Amerika területén honosak. Természetes élőhelyeik a szubtrópusi vagy trópusi esőerdők és mocsári erdők.

## Megjelenésük
Testhosszuk 36-51 centiméter közötti. A család legnagyobb fajai. 

## Életmódja
Főleg gyümölcsökkel és nagyobb rovarokkal táplálkoznak.